# Storm (Schiff, 1900)
Die Storm war ein Torpedoboot 1. Klasse (norw.: Torpedobåt Kl. I) der norwegischen Marine, das von 1900 bis 1940 in der norwegischen Marine diente, im April 1940 von der deutschen Kriegsmarine erbeutet wurde, dann aber bereits nach wenigen Tagen auf einen Unterwasserfelsen lief und sank.

## Bau und Technische Daten
Die Storm war das Typschiff ihrer Klasse, zu der neben ihr die Brand und die Trods gehörten. Die drei Boote waren weithin baugleich mit den drei 1896 bei Schichau in Elbing für die norwegische Marine gebauten Booten des Typs Hval und den vier in den Jahren 1900 und 1901 ebenfalls in Norwegen gebauten Booten des Typs Laks.
Die Storm lief am 1. Juni 1898 bei der Carljohansværn Værft, der „Marinens Hovedverft“, in Horten vom Stapel und wurde im Jahre 1900 in Dienst gestellt. Das Boot war 40,0 m lang und 4,90 m breit. Es hatte vorn 1,10 m und achtern 2,10 m Tiefgang und verdrängte 80 Tonnen (standard) bzw. 107 t (maximal). Die Maschinenanlage bestand aus zwei Wasserrohrkesseln und einer Dreifach-Expansions-Dampfmaschine, deren 650 PS über eine Schraube eine Höchstgeschwindigkeit von 17,5 Knoten ermöglichten. Bis zu 17 Tonnen Kohle konnten gebunkert werden. Die Bewaffnung bestand aus zwei 3,7-cm 5-Rohr Hotchkiss-Revolverkanonen und zwei 45-cm-Torpedorohren, eins zwischen den beiden Schornsteinen und eins auf dem Achterschiff. Die Besatzung zählte 23 Mann.

## Schicksal

### 1900–1939
Während der politischen Spannungen mit Schweden im Verlauf des norwegischen Lösungsprozesses aus der bisherigen Personalunion mit Schweden nach der Volksabstimmung vom 13. August 1905 mobilisierte Norwegen, wie auch Schweden, am 13. September seine Streitkräfte. Als im Herbst ein Krieg drohte, nahmen die Storm und die anderen neuen Torpedoboote an ausgedehnten Marinemanövern teil. Sechs von ihnen wurden dann im Oslofjord unter Führung des Zerstörers Valkyrjen stationiert, um dort einen befürchteten schwedischen Angriff von See auf Oslo und die militärischen und industriellen Installationen in Ostnorwegen im Zusammenwirken mit den vier Küstenpanzerschiffen abzuwehren; die anderen vier Torpedoboote 1. Klasse blieben vor Bergen.
Während des Ersten Weltkriegs diente die Storm, wie die anderen Schiffe der norwegischen Marine, zur Sicherung der norwegischen Neutralität und im Geleitdienst für Handelsschiffe in norwegischen Küstengewässern. Nach dem Ende des Kriegs war das Boot bis 1927 hauptsächlich damit befasst, Schmuggler aufzubringen, die während der norwegischen Prohibition Alkohol ins Land brachten.

### 1940
Die Storm gehörte beim Beginn des Zweiten Weltkriegs mit ihren Schwesterschiffen Brand und Sæl zur in Bergen beheimateten und zum 2. Seeverteidigungsabschnitt gehörigen 4. Torpedobootsdivision. Diese Zuordnung war jedoch rein administrativer Art, und jedes Boot operierte verhältnismäßig unabhängig in dem ihm zugewiesenen Küstenabschnitt. Die Storm war im Krossfjord (südlich von Bergen und der Insel Sotra) bei Hummelsund (Kommune Øygarden) stationiert, die Sæl weiter südlich in Brandasund am Selbjørnsfjord, und die Brand in Fedje auf der gleichnamigen Insel nördlich von Bergen.
In den ersten Kriegswochen rettete die Storm zweimal die Besatzungen von Handelsschiffen, die in der Nähe der Insel Store Marstein vor der Einfahrt in den Krossfjord und damit nach Bergen von dem deutschen U-Boot U 7 unter Oberleutnant zur See Werner Heidel, nachdem die Männer in die Boote gegangen waren, torpediert worden waren. Am 22. September 1939 nahmen die Storm und das Lotsenboot von Marstein die 26 Mann des britischen Frachters Akenside (2.694 BRT) auf, der mit einer Ladung Kohle nach Bergen unterwegs gewesen war. Am 29. September schleppte die Storm die beiden Rettungsboote des norwegischen Frachtdampfers Takstaas (1.830 BRT) nach Sund im Krossfjord, nachdem deren Schiff, das mit einer Ladung Holz nach England unterwegs war, ebenfalls von U-7 torpediert worden war.
Als beim Beginn der deutschen Invasion Norwegens am 9. April 1940 die Kriegsschiffgruppe 3 vor Bergen ankam und in den Fjord einlief, gelang der Storm ein Torpedotreffer auf dem Schnellbootbegleitschiff Carl Peters, aber der Torpedo explodierte nicht und verursachte nur geringen Schaden. Danach gelang es der Storm zunächst, in den Hardangerfjord zu entkommen, wo sie dann jedoch von der Kriegsmarine erbeutet wurde. Ehe das Boot dann, wie vorgesehen, von der Kriegsmarine offiziell in Dienst gestellt werden konnte, lief es am 13. April 1940 bei Bremnes am westlichen Ende der Insel Bømlo, etwa 25 Seemeilen nördlich von Haugesund, auf einen Unterwasserfelsen und sank.